# Bythiospeum pellucidum
Bythiospeum pellucidum is een slakkensoort uit de familie van de Hydrobiidae. De wetenschappelijke naam van de soort is voor het eerst geldig gepubliceerd in 1846 door Seckendorf.